# Regne Oceànic Chimelong
El Regne Oceànic Chimelong és un parc temàtic situat a Hengqin, Zhuhai, República Popular de la Xina. Va ser dissenyat per PGAV Destinations. El parc va començar les obres el 28 de novembre de 2010 i l’obertura inicial de proves el 28 degener de 2014. La gran opertura es va realitzar el 29 de març d'aquell any. La primera fase de construcció del parc va tenir un cost de RMB 10.000 milions. És part del Resort Turístic Oceànic Internacional Chimelong, que té com a objectiu esdevenir l'"Orlando de Xina". Durant el 2023 el parc va acollir 12.52 milions de visitants, fent-lo el sisè parc temàtic del món més visitat i el més visitat en tot el món no essent un parc Disney o Universal.
Entre les seves atraccions hi ha un ventall ample de passejos de distracció i espectacles amb animals, així com un dels oceanaris més grans del món amb un total de 48.75 milions de litres d'aigua. El parc temàtic ha aconseguit cinc Rècords Guinness Mundials.